# Johann Georg Ringle
Johann Georg Ringle, auch Ringlin oder Ringl (* 13. Mai 1688 in Zürich; † 1761 in Augsburg) war ein deutscher Kupferstecher. 
Johann Georg Ringle arbeitete für die Verleger Martin Engelbrecht, Johann Andreas Pfeffel, Johann Friedrich Probst und Gottfried Rogg. Augsburg stand im Mittelpunkt seiner Arbeiten. Er schuf aber auch Kupferstiche nach Christian Heinrich Horst in Berlin und nach Friedrich Bernhard Werner Gesamtansichten von Berlin, Hamburg, Bamberg, Regensburg, Leipzig und anderen Städten. Sein Todestag ist nicht bekannt. Er wurde am 1. April 1761 begraben.

Werkbeispiel
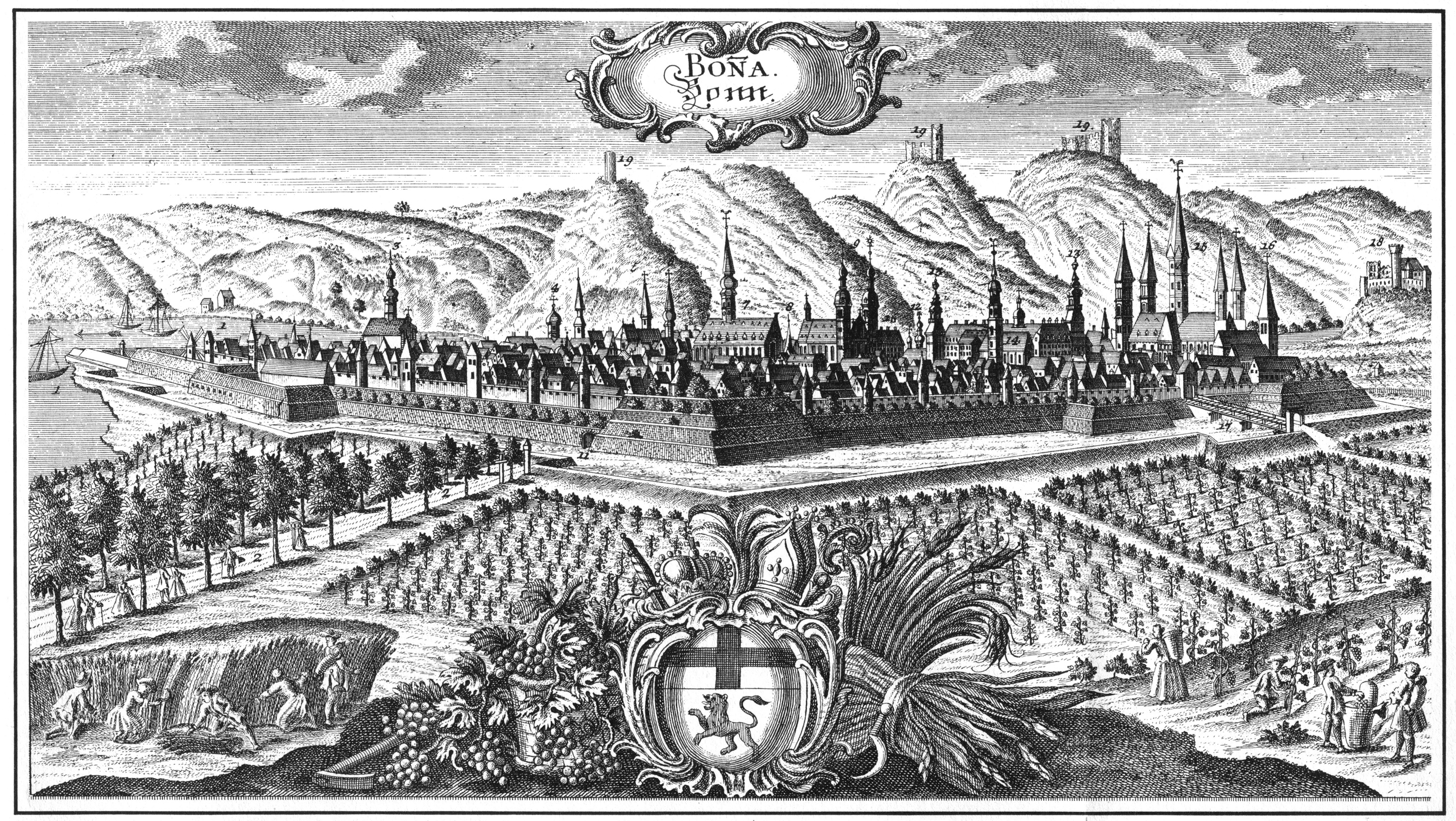
Stadtansicht von Bonn um 1700